# Havlíčkův Brod
Havlíčkův Brod (do roku 1945 Německý Brod, německy Deutschbrod, lidově Havlbrod) je město ve stejnojmenném okrese, v Kraji Vysočina, na řece Sázavě. Jde o významný dopravní uzel ležící zhruba uprostřed České republiky. Žije zde přibližně 24 tisíc obyvatel.

## Historie

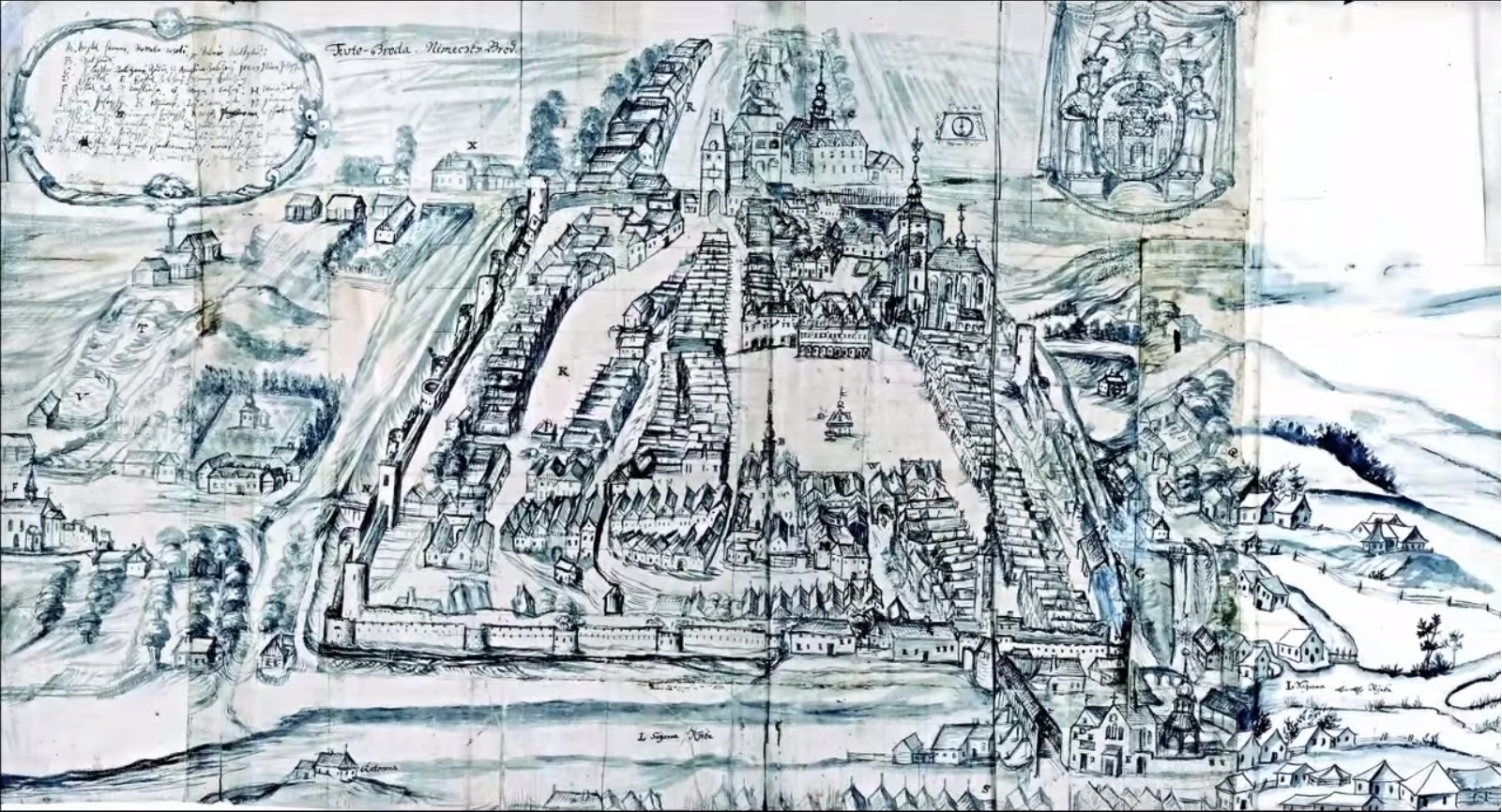
Nejstarší známé vyobrazení Havlíčkova Brodu (kol. 1690)

Původně zde stála hornická osada u brodu přes Sázavu. Nejdříve to byl Smilův Brod podle zakladatele Smila z Lichtenburka, o kterém existují nejstarší zmínky kolem roku 1234. Nejstarší zmínka o vlastním městě pochází ale z listiny datované k 26. říjnu 1256, ve které se řeší spor brodského plebána s vilémovským klášterem. Král Přemysl Otakar II. si dělal nároky na území kolem Brodu, které považoval za královskou půdu, protože se tady dolovala stříbrná ruda. Dostal se do vážných sporů se Smilem, po kterých ale velká část pozemků připadla králi.
V roce 1274 byla osada povýšena na město a ke konci 13. století město obehnáno hradbami. Později se dle německých horníků nazýval Německý Brod. Město se jmenovalo Německý Brod až do roku 1945.
Po pánech z Lichtenburka drželi v 14. století Brod pánové z Lipé, později Boček z Poděbrad a ke konci 14. století z Dubé (1386) a z Landštejna (1397). Na počátku 15. století drží Brod pan Čeněk z Vartenberka.
Za husitských válek zde v roce 1422 hledal útočiště král Zikmund se svým vojskem. Husitské oddíly vedené Janem Žižkou Brod dobyly a císařské vojsko porazily. Bylo to jedno z posledních vítězství Žižky, tato událost současně definitivně ukončila těžbu stříbra. Německý Brod byl srovnán se zemí. Po roce 1422 bylo město podobojí přirozeně až do 17. století, kdy byla provedena násilně protireformace.
Po porážce Zikmunda byl Brod prodán pánům Trčkům z Lípy, za nichž rozkvetlo město podruhé. V 16. století koupil Brod hrabě Thurn a po něm opět Rud. Trčka, který byl posledním pánem Německého Brodu. Jeho syn byl v roce 1634 s Valdštejnem zavražděn. Roku 1637 byl Brod povýšen na královské město.

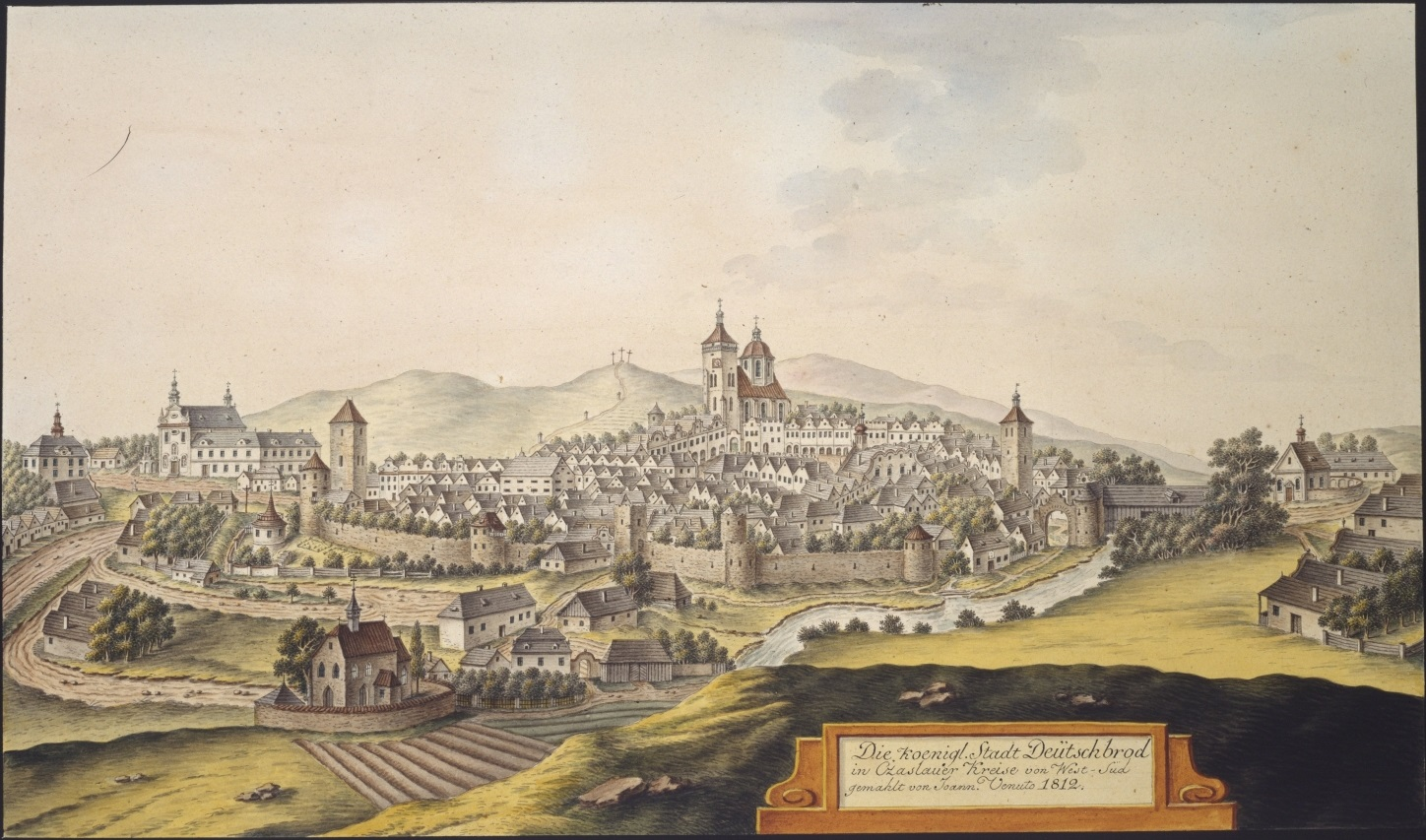
Německý Brod, kresba Johanna Venuta, 1812

V 18. století odkazem Barbory Kobzinové byl dán základ latinským školám a vyučování svěřeno augustiniánům. V josefinské době byly zrušeny a proměněny v hlavní školy. V roce 1807 byly opět obnoveny a svěřeny premonstrátům Želivským.
V letech 1871–1874 působil na zdejším gymnáziu Vilém Kurz, vědec, spisovatel a politik, jeden ze zakladatelů Klubu českých turistů a jeden z iniciátorů stavby Petřínské rozhledny v Praze. Během první světové války se zde nacházel uprchlický tábor. 5. května 1945 bylo město v rámci vysídlení Němců z Československa přejmenováno na Havlíčkův Brod podle Karla Havlíčka Borovského. Historické jádro města je městskou památkovou zónou. Ve městě se od roku 1995 vyrábí pivo Rebel.

## Obyvatelstvo

### Počet obyvatel
| Rok            | 1869  | 1880  | 1890  | 1900   | 1910   | 1921   | 1930   | 1950   | 1961   | 1970   | 1980   | 1991   | 2001   | 2011   |
| -------------- | ----- | ----- | ----- | ------ | ------ | ------ | ------ | ------ | ------ | ------ | ------ | ------ | ------ | ------ |
| Počet obyvatel | 8 189 | 8 811 | 9 359 | 10 240 | 12 628 | 13 150 | 15 232 | 17 238 | 17 533 | 20 197 | 23 146 | 24 472 | 24 375 | 23 723 |

Dle Časopisu Turistů bylo v roce 1902 v Německém Brodě 6525 obyvatel, z největší části českých.

### Struktura populace
Podle sčítání 1921 zde žilo v 847 domech 8 986 obyvatel, z nichž bylo 4 798 žen. 8 853 obyvatel se hlásilo k československé národnosti, 51 k německé a 2 k židovské. Žilo zde 5 087 římských katolíků, 166 evangelíků, 2 953 příslušníků Církve československé husitské a 160 židů. Podle sčítání 1930 zde žilo v 1223 domech 10 760 obyvatel. 10 506 obyvatel se hlásilo k československé národnosti a 142 k německé. Žilo zde 6 668 římských katolíků, 267 evangelíků, 2 803 příslušníků Církve československé husitské a 146 židů.

Věková struktura obyvatel obce Havlíčkův Brod roku 2011
Rodinný stav obyvatel obce Havlíčkův Brod roku 2011
Vzdělání obyvatel obce Havlíčkův Brod roku 2011

## Členění města

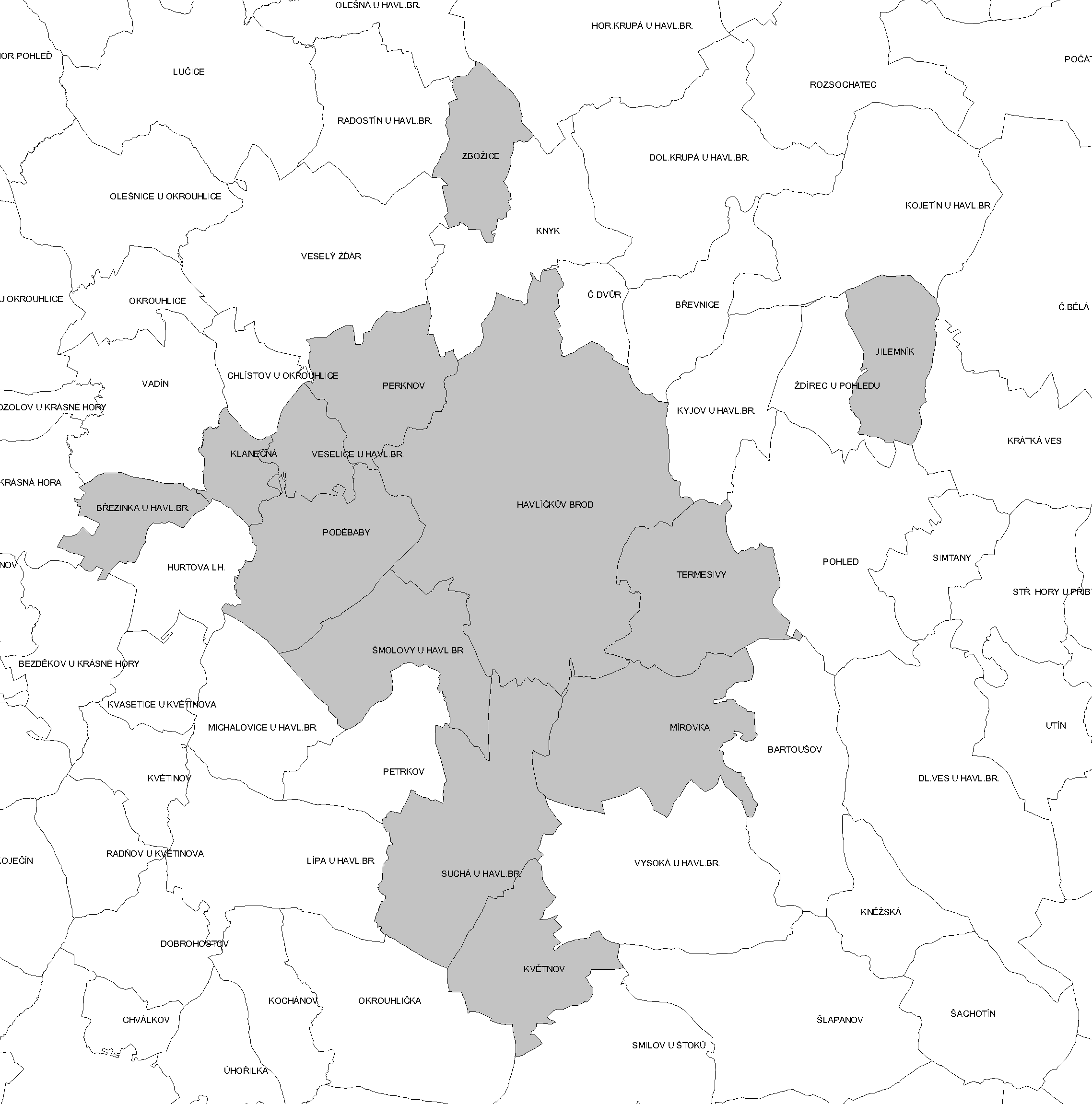
Katastrální členění Havlíčkova Brodu

Město se skládá z 13 katastrálních území a ze 14 místních částí:
- k. ú. Březinka u Havlíčkova Brodu – část Březinka
- k. ú. Havlíčkův Brod – části Havlíčkův Brod (část)
- k. ú. Jilemník – část Jilemník
- k. ú. Klanečná – část Klanečná
- k. ú. Květnov – část Květnov
- k. ú. Mírovka – část Mírovka
- k. ú. Perknov – část Havlíčkův Brod (část)
- k. ú. Poděbaby – části Havlíčkův Brod (část), Poděbaby
- k. ú. Suchá u Havlíčkova Brodu – části Suchá, Svatý Kříž
- k. ú. Šmolovy u Havlíčkova Brodu – část Šmolovy
- k. ú. Termesivy – části Herlify, Termesivy
- k. ú. Veselice u Havlíčkova Brodu – část Veselice
- k. ú. Zbožice – část Zbožice

Dříve byly součástí města také dnes samostatné obce Bartoušov (od 30. dubna 1976 do 23. listopadu 1990), Břevnice, Hurtova Lhota, Knyk, Kyjov, Michalovice, Vysoká a Ždírec.

## Správní území
Havlíčkův Brod byl dříve okresním městem, v současnosti je obcí s rozšířenou působností a pověřeným obecním úřadem. Okres Havlíčkův Brod ale stále existuje a skládá se ze 120 obcí, správní obvod obce s rozšířenou působností z 56 obcí. Sousedními obcemi sídla jsou Radostín, Ždírec, Vysoká, Veselý Žďár, Štoky, Šlapanov, Okrouhlice, Pohled, Olešná, Břevnice, Bartoušov, Kyjov, Knyk, Hurtova Lhota, Okrouhlička, Michalovice, Krásná Hora, Krátká Ves, Lípa, Česká Bělá a Horní Krupá.

## Samospráva
V čele města je starosta. Zastupitelstvo má 25 členů. Městská rada má podle dohody po volbách v roce 2014 sedm členů.

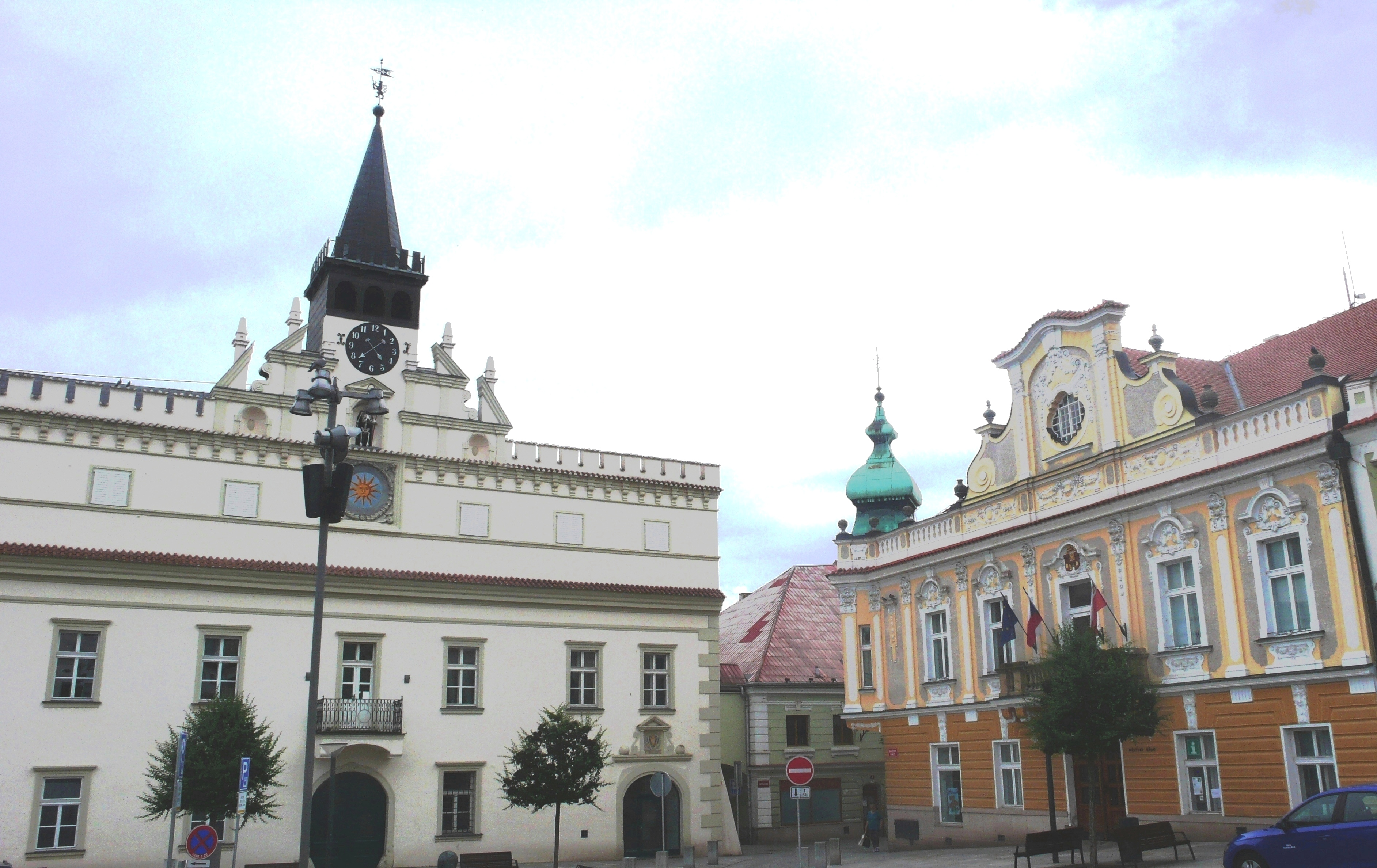
Stará a nová radnice v dolním části Havlíčkova náměstí

Po komunálních volbách roku 2010, stejně jako po komunálních volbách roku 2014, byl zvolen starostou města Jan Tecl z ODS. Radu města tvoří po volbách v roce 2014 zástupci ODS, ČSSD, KDU-ČSL, TOP 09, hnutí Broďáci a Společně pro Brod. Potřetí byl Jan Tecl zvolen starostou po komunálních volbách v roce 2018. V sedmičlenné městské radě má ODS nově tři zástupce, kandidátka hnutí ANO a Žen za Brod dva a TOP 09 s ČSSD po jednom. Po komunálních volbách v roce 2022 byl starostou zvolen Zbyněk Stejskal z ODS.

### Starostové Havlíčkova Brodu po roce 1990
- Ing. Tomáš Holenda 1990–1994
- Ing. Václav Šrámek 1994–1998 (Zemědělská strana)
- Ing. arch. Jaroslav Kruntorád 1998–2006 (SNK – Broďáci)
- Ing. Jana Fischerová, CSc. 2006–2010 (ODS)
- Mgr. Jan Tecl, MBA 2010–2022 (ODS)
- Zbyněk Stejskal 2022–dosud (ODS)

## Školství
- Mateřská škola Korálky Havlíčkův Brod
- Základní škola a Mateřská škola Havlíčkův Brod, Wolkerova
- Základní škola Havlíčkův Brod, Štáflova
- Základní škola a mateřská škola Havlíčkův Brod, Konečná
- Základní škola Havlíčkův Brod, V Sadech
- Základní škola Havlíčkův Brod, Nuselská
- Základní škola a Praktická škola, U Trojice
- Gymnázium Havlíčkův Brod
- Obchodní akademie a Hotelová škola Havlíčkův Brod
- Střední průmyslová škola stavební akademika Stanislava Bechyně
- Střední zdravotnická škola a Vyšší odborná škola zdravotnická Havlíčkův Brod
- Pedagogicko – psychologická poradna Havlíčkův Brod
- Základní umělecká škola J. V. Stamice Havlíčkův Brod
- Soukromá Základní umělecká škola

Na Gymnáziu v Německém Brodě studovali:
- Josef Dobrovský (1764–1767)
- Jan Valerián Jirsík (1809–1810)
- František Jaroslav Rubeš (1832)
- Karel Havlíček Borovský (1833–1838)
- Bedřich Smetana (1837–1839)
- Václav Zelený (1837–1842)

## Muzea, galerie a knihovny
- Muzeum Vysočiny Havlíčkův Brod (Havlíčkovo náměstí 19)
- Galerie výtvarného umění v Havlíčkově Brodě (Havlíčkovo náměstí 18)
- Krajská knihovna Vysočiny (Žižkova 4344)[14]
- Lékařská knihovna Psychiatrické léčebny Havlíčkův Brod (Rozkošská 2322)
- Lékařská knihovna Nemocnice Havlíčkův Brod (Husova 2624)
- Knihovna Výzkumného ústavu bramborářského (Dobrovského 2366)[15]

## Sport
- FC Slovan Havlíčkův Brod – fotbalový klub hrající divizi (4. nejvyšší česká soutěž)
- BK Havlíčkův Brod – hokejový klub hrající v 2. lize (3. nejvyšší česká soutěž), strávil jeden ročník v soutěži nejvyšší (1947/48)
- FC Pramen Havlíčkův Brod – futsalový klub hrající 2. nejvyšší ligu v republice
- Oddíl orientačního běhu
- Hroši Havlíčkův Brod – softballový tým, jehož všechna mužstva hrají nejvyšší ligy v republice
- SRC Fanatic Havlíčkův Brod – aerobik, jehož týmy několikrát získaly titul mistrů světa, Evropy a ČR
- TJ Sokol Havlíčkův Brod – florbalový klub, který hrál druhou nejvyšší mužskou soutěž
- TJ Jiskra Havlíčkův Brod – basketbalový tým
- TJ Jiskra Havlíčkův Brod – zápas, několikanásobný mistr ČR

V roce 2019 hostil Havlíčkův Brod společně s Prahou Mistrovství světa mužů v softballu 

#### Účastníci Olympijských her z Havlíčkova Brodu
- Josef Augusta (1946–2017), ZOH 1976 (hokej), ZOH 2002 (hokej, trenér)
- Jaroslav Benák (nar. 1962), ZOH 1984 a ZOH 1988 (hokej)
- Josef Beránek (1891–1959), LOH 1912, LOH 1920, LOH 1924 (zápas)
- Jaroslav Holík (1942–2015), ZOH 1972 (hokej)
- Jiří Holík (nar. 1944), ZOH 1964, ZOH 1968, ZOH 1972, ZOH 1976 (hokej)
- Cyril Krejčí (nar. 1957), LOH 1980 (volejbal)
- Regina Rajchrtová (nar. 1968), LOH 1988 (tenis)
- Lenka Šmídová (nar. 1975), LOH 2000, LOH 2004, LOH 2008 (plachtění)
- Jan Suchý (1944–2021), ZOH 1968 (hokej)
- Marek Švec (nar. 1973), LOH 1996, LOH 2000, LOH 2008 (zápas)
- Josef Vašíček (1980–2011), ZOH 2010 (hokej)
- Petr Vlk (nar. 1964), ZOH 1988 (hokej)[17]

## Doprava
Havlíčkův Brod má celostátní význam jako silniční i železniční křižovatka. Protínají se zde dálkové silnice I/34 a I/38, z nichž zde vyúsťuje ještě silnice I/19 a několik silnic II. třídy. V havlíčkobrodském železničním uzlu se pak setkávají celostátní tratě č. 225 od Jihlavy a Veselí nad Lužnicí, 230 od Kolína a Prahy, 238 od Pardubic, 250 od Brna a lokální trať 237 do Humpolce. Rychlíky mezi Prahou a Brnem tudy jezdí ve dvouhodinovém taktu. Od prosince 2021 do července 2023 zde stavěly i žluté rychlíky společnosti Regiojet, které se na tuto trať opět vrátí v prosinci 2026. Město je také uzlem lokální autobusové dopravy a funguje zde i městská doprava.
Nachází se zde letiště Havlíčkův Brod, které je jediným mezinárodním letištěm v Kraji Vysočina.

## Průmysl a zemědělství
Již od První republiky se ve městě nachází Výzkumný ústav bramborářský. Nachází se zde také měšťanský pivovar Havlíčkův Brod vyrábějící pivo značky Rebel. Ve městě se vyrábí také mouka. Začátky existence mlýna lze odhadnout řádově na 200–300 let zpět. V roce byl však přebudován 1873 přebudován a rozšířen z vodního mlýna na mlýn parní.[zdroj?]
Textilní průmysl je ve městě zastoupen firmou Pleas.
Od poloviny 19. století působí ve městě tiskárny. Ty současné patří mezi nejvýznamnější výrobce knih v České republice. Sídlí tu i několik knižních nakladatelství. Mezi ně patří Nakladatelství Hejkal, Nakladatelství Petrkov či Tobiáš. V Havlíčkově Brodě se také každoročně koná knižní veletrh.
Svoji pobočku zde má firma HARTMANN – RICO a.s., vyrábějící farmaceutické potřeby, a kousek za městem firma produkující součástky do aut – Futaba Czech, s. r. o.

## Zdravotnictví

### Nemocnice
První nemocnice byla v Německém Brodě otevřena již 1853. V roce 1898 byla vystavěna nová okresní nemocnice. Její areál se do té doby postupně rozšiřoval. V 90. letech byla uskutečněna velká přestavba a díky tomu mohlo dojít k navrácení zapůjčených budov Psychiatrické léčebně. V současné době nemocnice disponuje více než 500 lůžky na 19 odděleních. 

### Psychiatrická nemocnice
O zřízení ústavu pro choromyslné bylo rozhodnuto již před první světovou válkou, výstavba však byla zahájena až po ní. První pacienti do ní byli umístěni v roce 1928. Za druhé světové války ukončil ústav činnost a budovy sloužily jako lazaret SS. Po válce využila některé budovy v areálu psychiatrické léčebny nemocnice.  V současnosti tvoří areál 12 nemocničních pavilonů a další budovy s technickým zázemím.

## Pamětihodnosti

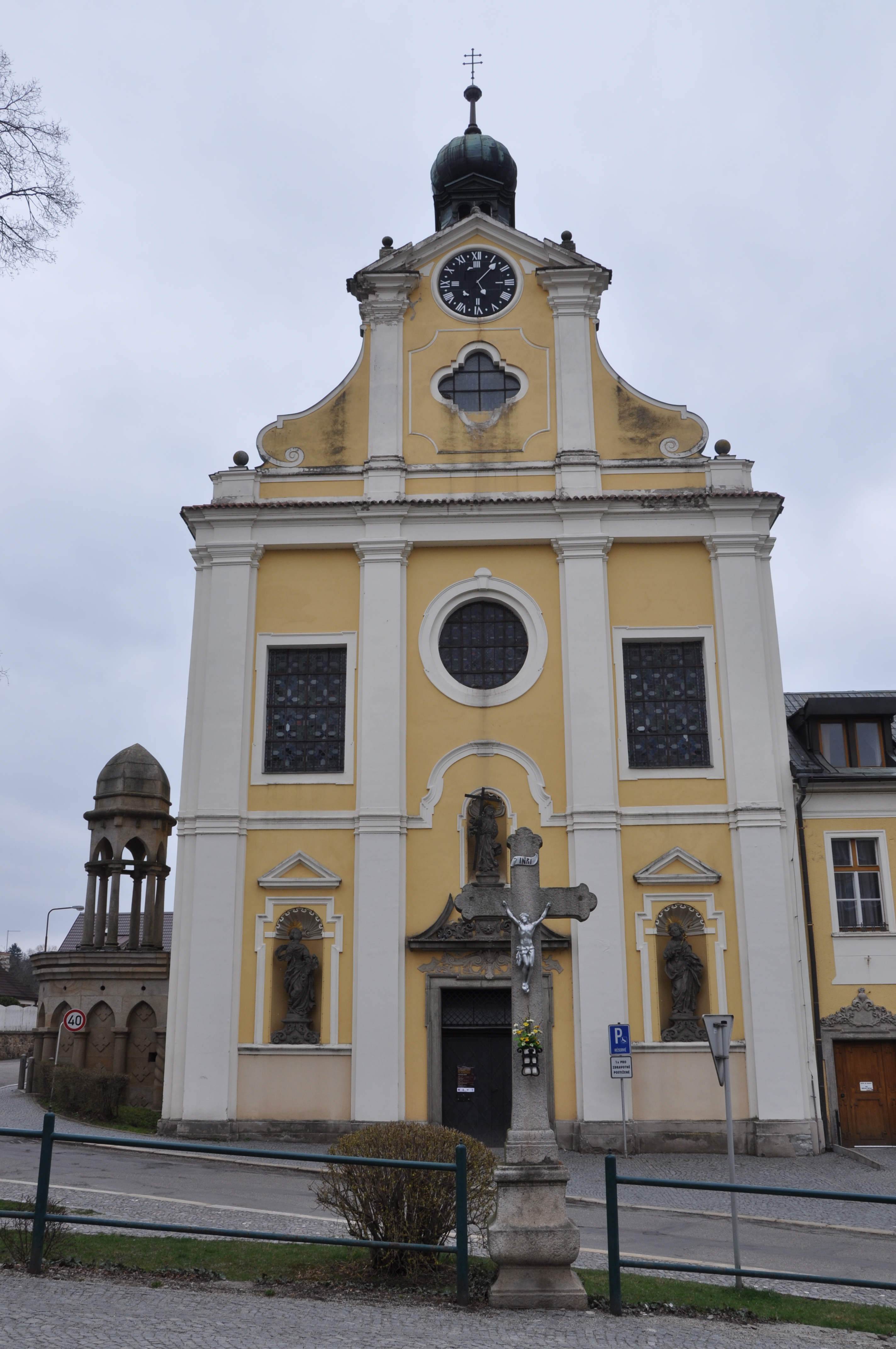
Kostel Svaté Rodiny s kaplí Božího hrobu

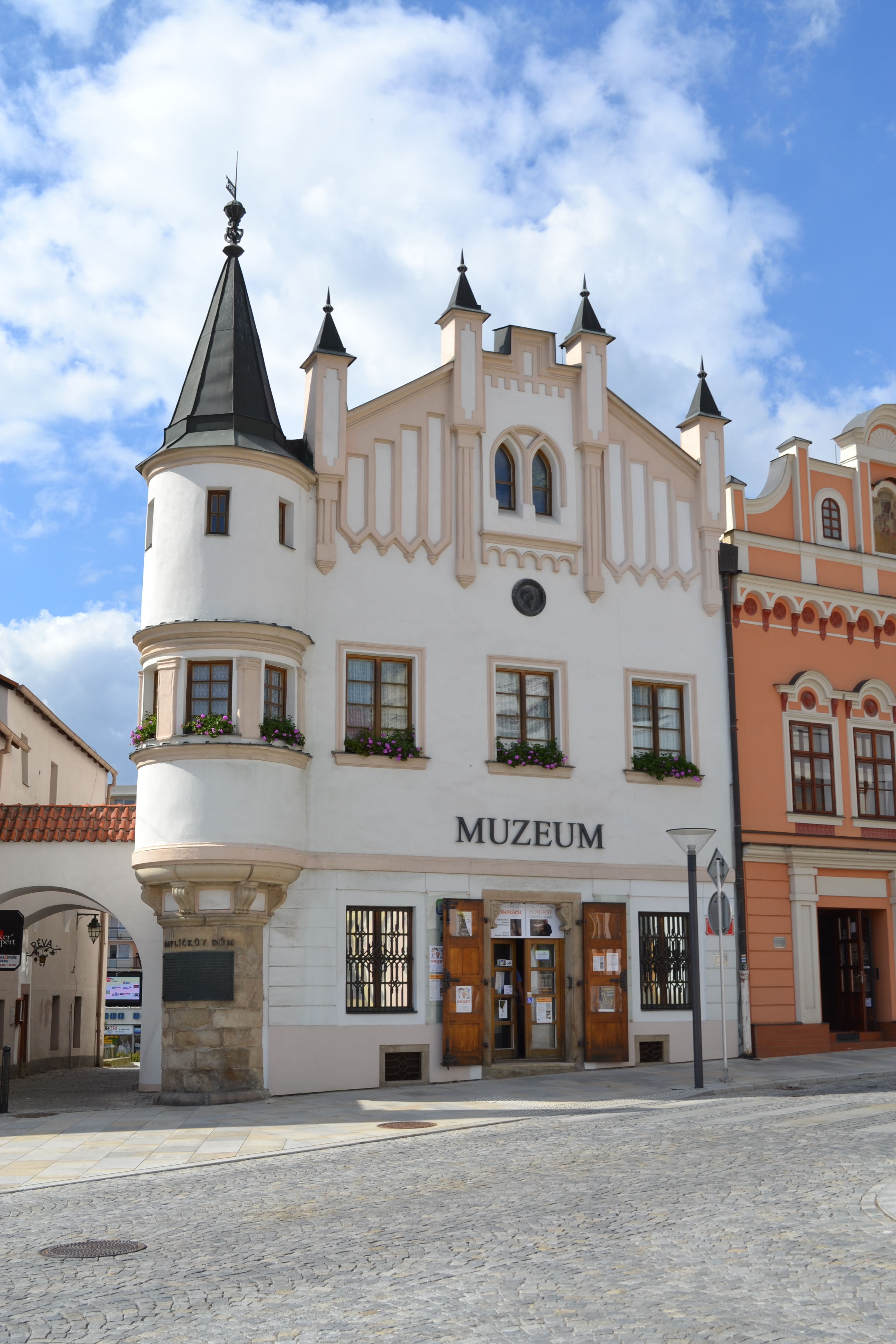
Havlíčkův dům (dnes Muzeum Vysočiny Havlíčkův Brod)

### Církevní památky
- Kostel Nanebevzetí Panny Marie
- Kostel svatého Vojtěcha
- Kostel svaté Kateřiny
- Kostel Nejsvětější Trojice
- Kaple svatého Kříže
- Kostel Svaté Rodiny
- Kaple Božího hrobu
- tři kříže na Kalvárii a jedno zastavení Křížové cesty
- židovský hřbitov a tyfový židovský hřbitov
- Husův sbor

### Světské památky
- Havlíčkův dům, dnes Muzeum Vysočiny
- Měšťanské domy na Havlíčkově náměstí, v Horní, Dolní a Svatovojtěšské ulici
- Kašna se sochou Tritona
- Štáflova bašta
- Štáflova chalupa
- Zbytky městských hradeb
- Secesní hudební altán, tzv. Šupichův pavilon

### Sochy a pamětní desky
- Mariánský sloup na Havlíčkově náměstí
- Koudelova kašna na Havlíčkově náměstí
- Pamětní deska Karla Havlíčka Borovského
- Pomník Karla Havlíčka Borovského
- Pomník Josefíny Havlíčkové
- Mariánský sloup před děkanským kostelem
- Pamětní deska J. V. Stamice
- Sousoší Kristova Křtu
- Pomník T. G. Masaryka
- Pomník obětem komunismu[23]
- Pamětní deska Bedřicha Smetany
- Pomník Bedřicha Smetany
- Středověké hradby pamětní deska u Štáflovy bašty
- Pomníček u Štáflovy bašty
- Základní kámen parku Budoucnost
- Pomník Vojtěcha Wiedenhoffera
- Pomník padlých
- Pomník Miroslava Tyrše
- Hnátův kámen
- Pavilon Milénia neboli Tři Grácie
- Pomník Mudr. Františka Zahradnického
- Socha Stavitelům chrámů
- Pamětní deska na pomníku Antonína Švehly[24]
- Pamětní deska Pavlu Landovskému na rodném domě[25]

## Geografie

### Vodstvo
Městem protékají 2 řeky – Sázava a Šlapanka, která se na kraji města vlévá do Sázavy. Dalšími přítoky těchto řek na území města jsou Stříbrný potok, Cihlářský potok, potok Žabinec a Rozkošský potok, na nichž se nachází četné množství rybníků. Na Stříbrném potoce to jsou kupříkladu Nádržní rybník nebo Lihovarský rybník. Okolí Cihlářského potoka se nazývá Vlkovsko. Ve Vlkovsku najdeme soustavu rybníků táhnoucí se od obce Knyk přes okraj města a dále pokračující v parku Budoucnost až k Sázavě. Kaskádu tvoří Knycký rybník, Štičí rybník, Zádušní rybník, Pfaffendorfský rybník, Hajdovec, Cihlář, Rantejch, Hastrman, Očko a Obora. Na Žabinci se rozprostírá stejnojmenný rybník, který je zároveň největším rybníkem ve městě.

## Zajímavosti
Ve městě se nachází střed Evropy podle Járy Cimrmana. Ten je znázorněn obřím trychtýřem v Sázavské ulici. 
V rámci projektu Sklářství na Vysočině vybudovalo Muzeum Vysočiny Havlíčkův Brod repliku středověké sklářské pece. Jedná se o druhou takovouto repliku na území ČR. Obdobný projekt se uskutečnil v 90. letech v Moldavě v Krušných horách. V roce 2016 byla v havlíčkobrodské replice jako první v republice provedena tavba skla podle středověkých postupů a z původních materiálů, tedy z křemene a dubového popela.
K městu se váže mnoho pověstí:
- O zázračném obraze
- O třech tulipánech
- O stříbrném řetězu
- O soše sv. Prokopa
- O nevinně odsouzeném
- O Brodské smrti
- O domě u Kozlíčků
- O Koudelovi
- O paní Trčkové
- O Bradáčovi
- O Rubešovi
- O Havlíčkovi

## Osobnosti
- Michal Ambrož (1954–2022), rockový zpěvák, textař, hudební skladatel
- Josef Augusta (1946–2017), lední hokejista, hokejový trenér
- Eduard Bartelmus (1805–1877), chemik, podnikatel, vynálezce
- Karel Josef Barvitius (1864–1937), skladatel a nakladatel, první předseda OSA
- Jan František Beckovský (1658–1725), spisovatel, historik, překladatel náboženské literatury
- Jaroslav Benák (* 1962), hokejista, hokejový trenér
- Petr Bezouška (* 1978), právník
- Bohuslav Blažej (1932–1989), grafik a typograf
- Eduard Brzorád (1857–1903), politik, starosta Německého Brodu
- Michal de Causis (1380–1432), kněz, prokurátor papežské kurie , autor žaloby na Jana Husa
- Miloslav Čermák (* 1986), hokejista
- Bohumír Dufek (* 1955), odborový předák
- Tomáš Dvořák (* 1995), hokejista
- Jan Exnar (* 1951), sklář a malíř
- Václav Felix (1873–1933), matematik a rektor ČVUT
- Jana Fischerová (* 1955), politička, starostka Havlíčkova Brodu v letech 2006–2010 (vůbec první žena v této funkci), poslankyně PS PČR v letech 2010–2017
- Ivan Fišera (* 1941), sociolog a politik
- Antonín Formánek (1850–1906), právník a politik
- Rostya Gordon–Smith (* 1949), světově špičková personalistka, manažerka
- František Hamza (1868–1930), lékař, spisovatel
- Jaroslav Holík (1942–2015), hokejista, hokejový trenér
- Jiří Holík (* 1944), hokejista, hokejový trenér
- Ivan Horáček (* 1952), zoolog
- Petr Hrabalik (* 1962), zpěvák
- Václav Humpál (1940–1998), politik
- Josef Jahoda (1872–1946), pedagog, novinář, prozaik a básník
- Pavel Jajtner (* 1947), politik, bývalý velvyslanec v Rakousku, Maroku a u Svatého stolce
- Miroslav Jakeš (* 1951), polární cestovatel
- Eugen Kadeřávek (1840–1922), kněz, teolog, filozof a rektor teologické fakulty
- Antonín Kalina (1870–1922), politik a diplomat
- Jan Klán (1911–1986), vojenský pilot francouzského letectva, RAF, letectva SSSR,
- Václav Klofáč (1868–1942), český novinář a politik, první československý ministr národní obrany
- Jana Knížková (* 1985), moderátorka na rádiu Frekvence 1 (od roku 2010)
- Rut Kolínská (* 1953), aktivistka, zakladatelka hnutí mateřských center
- Petr Koubský (* 1961), informatik, publicista a analytik
- Emil Králíček (1877–1930), secesní a kubistický architekt
- Roman Kučera (* 1964), trenér a fotbalista
- Tomáš Kučera (* 1991), fotbalista
- Marcel Kříž (* 1976), básník, písničkář
- Vilém Kurz (1872–1945), klavírní virtuos a pedagog
- Karel Kut (1902–1961), český politik
- Karel Kuttelwascher (1916–1959), generál, nejúspěšnější československý letec v RAF, letecké eso
- Pavel Landovský (1936–2014), herec a dramatik, disident, signatář Charty 77
- Jan Laška (1914–1944), pilot 313. československé stíhací perutě RAF[29]
- Jiří Liška (* 1949), zvěrolékař a politik
- Jaromír Machač (1923–2007), odbojář a politik
- Jarmila Machačová (* 1986), cyklistka
- Božena Machačová-Dostálová (1903–1973), politička
- Josef Marha (* 1976), hokejista
- Radek Martínek (* 1976), hokejista
- Bohuslav Matoušek (* 1949), houslista a violista světového významu
- Stella Májová (1923–2009), herečka, operetní a muzikálová zpěvačka
- Ignác František Mára (1709–1783), violoncellista a hudební skladatel
- Jaroslav Med (1932–2018), literární kritik, spisovatel a historik
- Pavel Mertlík (* 1961), ekonom, český ministr financí v letech 1999–2001
- Jan Mikula (* 1992), fotbalista
- Ladislav Riedl Německobrodský (1902–1975), lékař, spisovatel
- Jaroslav Nebesář (1882–1958), právník, ekonom, v letech 1945–1950 guvernér Státní banky československé
- Karel Noll (1880–1928), herec
- Jan Novák (* 1979), hokejista
- Radek Novotný (* 1983), herec
- Lucie Orgoníková (* 1976), politička
- Pavel Poc (* 1964), politik
- Miroslav Polreich (1931–2019), rozvědčík
- František Raupach (1871–1941), představitel hasičství, podnikatel, městský zastupitel a ředitel Měšťanského pivovaru
- Marie Rýdlová (1884–1971), herečka
- Josef Slabý (1869–1930), ř. k. kněz, vysvěcen 1893, ThDr., profesor Starého zákona, v letech 1927/28 děkanem v Olomouci, v letech 1928/29 v téže funkci v Praze
- Otto Slabý (1913–1993), lékař, histolog, embryolog, vysokoškolský profesor
- Karel Sodomka (1929–1988), hudební skladatel, dirigent a sbormistr
- Jan Sochor (1947–2013), hudebník, zpěvák, hudební skladatel
- Pavel Sochr (1898–1989), učitel náboženství, člen diecézní rady, farář
- Tomáš Souček (* 1995), fotbalista
- Antonín Stamic (1750–1800), houslista, violista, hudební skladatel
- Jan Václav Stamic (1717–1757), skladatel a houslista světového významu
- Pavel Staněk (* 1973), právník a politik
- Karel Stibral (* 1971), estetik a historik
- Tereza Stýblová (* 1979), moderátorka a scenáristka Českého rozhlasu a České televize
- Jan Suchý (1944–2021), hokejista
- Petr Svoboda (* 1952), herec, moderátor a podnikatel
- Jaroslav Šerých (1928–2014), malíř, grafik, ilustrátor
- Lenka Šmídová (* 1975), jachtařka, trenérka jachtingu
- Marika Šoposká (* 1989), herečka
- Otakar Štáfl (1884–1945), malíř, grafik, ilustrátor
- Jan Štefáček (* 1950), pedagog a politik
- Josef Štochl (1966–2014), literární vědec
- Marek Švec (* 1973), reprezentant v řecko-římském zápasu
- Bohumil Vít Tajovský (1912–1999), kněz, opat premonstrátského kláštera v Želivě v letech 1948–1950 a 1991–1999
- Jan Těsnohlídek (* 1987), spisovatel, básník, redaktor, vydavatel
- Břetislav Tolman (1873–1937), profesor vodního stavitelství a rektor ČVUT v letech 1934–1935
- Svatomír Tůma (1870–1911), praktický lékař, osvětový pracovník
- Jan Vala (* 1943), herec, moderátor
- Vítek Vaněček (* 1996), hokejista
- Josef Vašíček (1980–2011), hokejista, tragicky zahynul při pádu letadla u Jaroslavle
- Vojtěch Weidenhoffer (1826–1901), podnikatel a politik
- Tomáš Zdechovský (* 1979), novinář, aktivista, analytik, europoslanec za KDU-ČSL
- Ladislava Zelenková (* 1949), politička
- Stanislav Zimprich (1916–1942), válečný pilot francouzského letectva, pilot 310. československé stíhací perutě RAF [30]
- Hynek Zohorna (* 1990), hokejista
- Tomáš Zohorna (* 1988), hokejista
- Vlasta Žehrová (* 1956), herečka, dabérka
- Kamila Ženatá (* 1953), výtvarnice

## Partnerská města
- Brielle, Nizozemsko
- Brixen, Itálie
- Spišská Nová Ves, Slovensko

Havlíčkův Brod dále spolupracuje také s ostatními Brody v Česku: Český Brod, Široký Brod, Uherský Brod, Vyšší Brod a Železný Brod.

## Galerie

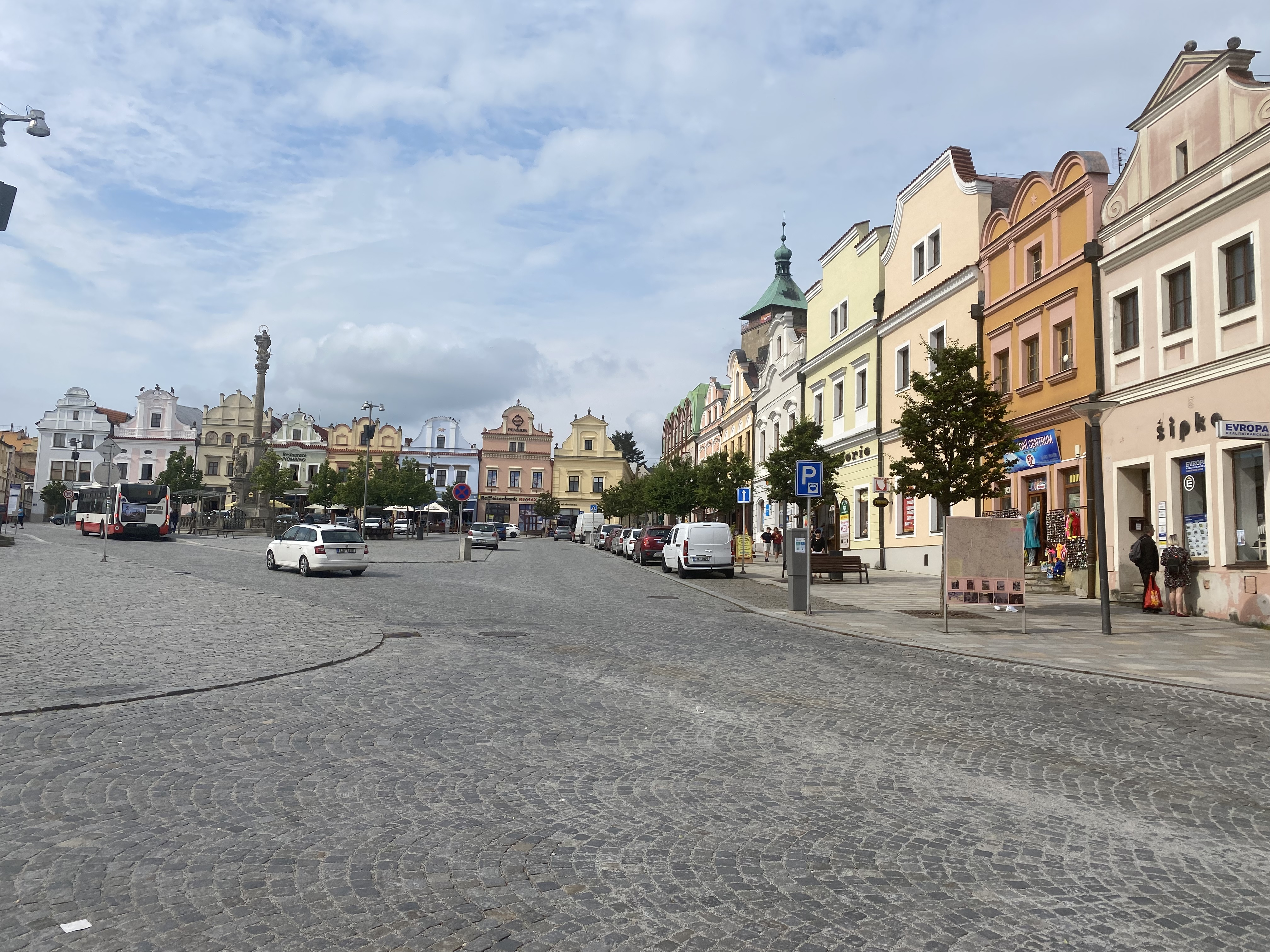
Havlíčkovo náměstí (2022)
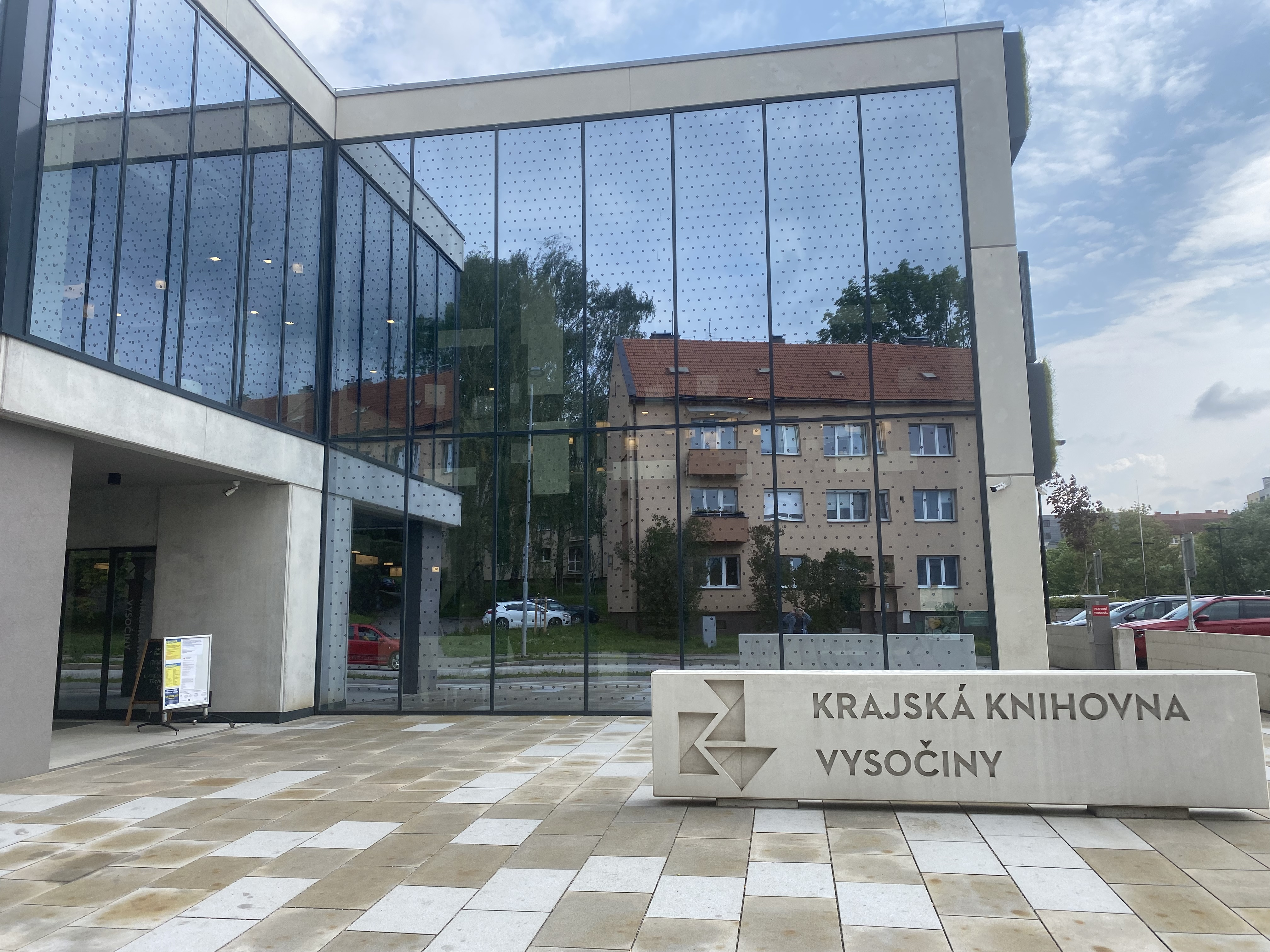
Krajská knihovna Vysočiny (2022)
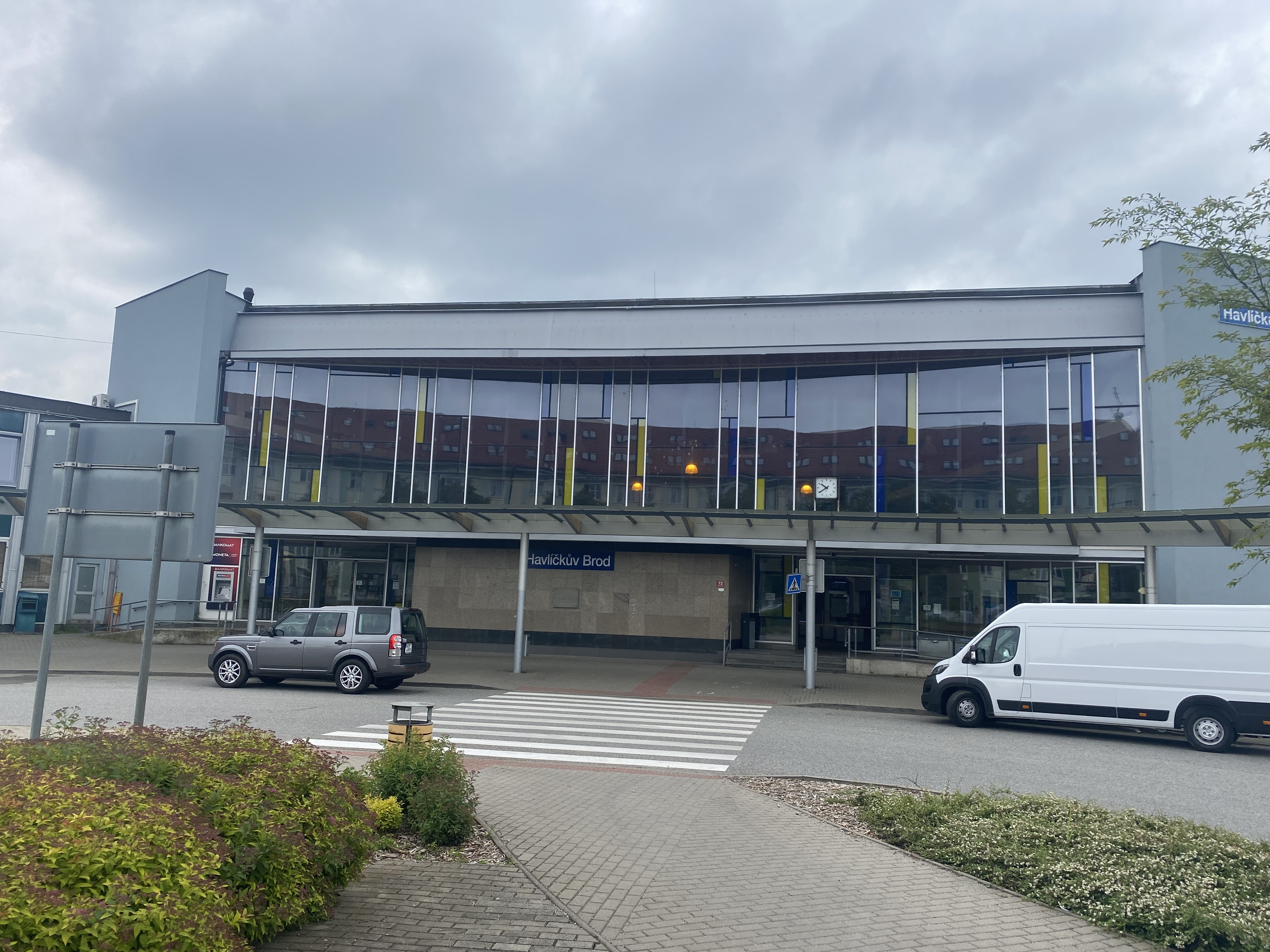
Budova železničního nádraží (2022)